# ويليم دافو
ويليم دافو (بالإنجليزية: Willem Dafoe)‏ هو ممثل أمريكي من مواليد 22 يوليو 1955، حاصل على جائزة ساترن عام 2000 لأفضل ممثل مساند في فيلم عن دوره في ظل مصاص الدماء. قام ببطولة فيلم الإغراء الأخير للمسيح عام 1988، ظهر دافو في عدة أفلام من بينها فصيلة وفتنة وولد في الرابع من يوليو، المريض الإنجليزي، مسيسيبي تحترق، إجازة السيد بين وسبايدر مان.كما تم تعينه مديراً فنياً لقطاع المسرح في البينالي للإعداد لدورتي 2025 و2026 من مهرجان فينيسيا الدولي للمسرح.

## السيرة الشخصية

### 1955-1978: النشأة والتمثيل في المسرح
ولد ويليام جيمس دافو في أبلتون، ويسكونسن. وهو واحد من ثمانية أطفال لمورييل إيزابيل (شهرتها قبل الزواج سبرسلر) والطبيب ويليام ألفريد دافو (1917- 2014)، ذكر في عام 2009: «ربتني أخواتي الخمس لأن والدي كان جراحًا، ووالدتي ممرضة وعملا معًا، لذلك لم أر أيًا منهما كثيرًا». شقيقه دونالد دافو، جراح زراعة وباحث. لديه أصول إنجليزية، وفرنسية، وألمانية، وإيرلندية، واسكتلندية. شهرته أصلها فرنسي. حصل على لقب ويليم في المدرسة الثانوية، وهو النسخة الهولندية من اسم ويليام. خلال مقابلة أوضح أن نحو نصف عائلة دافو تركز على المقطع الأول من شهرتهم، والنصف الآخر على الثاني. بعد أن أصبح ممثلًا، أخذ التأويل الثاني كاسم فني.
درس دافو المسرح في جامعة ويسكونسن- ملواكي، لكنه غادر بعد عام ونصف العام للانضمام إلى شركة ثيتر إكس للمسرح التجريبي في ملواكي في ويسكونسن، قبل الانتقال إلى نيويورك في عام 1976. وهناك دربه ريتشارد ششنر، مدير فرقة المسرح الطليعية، ذا بيرفورمنس غروب، حيث التقى إليزابيث ليكومبتي وأصبح شريكها العاطفي. أنشأت هي وشريكها الرومانسي السابق سبالدينغ غراي وآخرون، ذا ووستر غروب، وأقصت ششنر. كان دافو جزءًا من الشركة في غضون عام. استمر دافو مع ووستر غروب حتى العقد الأول من القرن الحادي والعشرين.

### 1986-1989: الانطلاقة، أول ترشيح لجائزة الأوسكار، وأدوار مثيرة للجدل

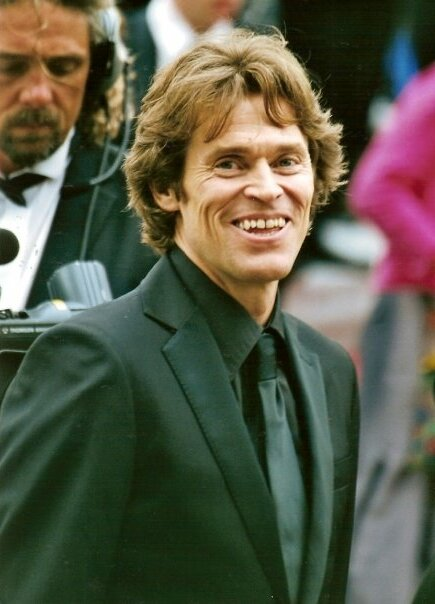
دافو في مهرجان كان 2004

بدأ دافو مسيرته السينمائية في عام 1979، عندما لعب دورًا مساندًا في الفيلم الملحمي الشهير هيفنس غيت من إخراج مايكل تشيمينو. حضر دافو فقط في الأشهر الثلاثة الأولى من التصوير الذي كانت مدته ثمانية أشهر. أزيل دوره، دور مصارع الديكة الذي عمل مع شخصية جيف بريدجز، من غالبية الفيلم أثناء المونتاج ولكنه ظهر خلال مشهد مصارعة الديوك. لم يحصل دافو على تقدير لعمله في الفيلم. أدى دافو دور قائد عصابة الدراجات النارية الخارج عن القانون في فيلم ذا لاف ليس في عام 1982، وهو دوره الأول بصفته رجلًا رئيسيًا. شارك في إخراج الفيلم كاثرين بيغلو ومونتي مونتغومري، وأشادوا بفيلم ذا وايلد ون عام 1953، الذي أدى فيه مارلون براندو دور بطولة مماثل.
بعد ظهور قصير في فيلم الرعب ذا هانغر عام 1983، أدى دافو مرةً أخرى دور قائد عصابة راكبي الدراجات النارية في فيلم الحركة ذا ستريتس أوف فاير لعام 1984 من إخراج والتر هيل. كانت شخصيته في الفيلم بمثابة الغريم الرئيسي، الذي يقبض على صديقة سابقة لأحد المرتزقة، وأدى الدوران دايان لاين ومايكل باري، على التوالي. رأت جانيت ماسلين من صحيفة نيويورك تايمز أنه لم يكن هناك أداء رائع في الفيلم، لكنها أثنت على وجه دافو «الشرير بشكل مثالي». أدى دافو دور البطولة إلى جانب جدج راينهولد في رودهاوس66 عام 1985، كزوجين من الشباب تقطعت بهما السبل في بلدة على طريق الولايات المتحدة 66. لعب دافو  في وقت لاحق من عام 1985 دور البطولة مع وليام بيترسين وجون بانكو في فيلم الإثارة تو ليف آند داي إن إل. إيه للمخرج ويليام فريدكن، إذ صور دافو مزورًا يدعى ريك ماسترز يتعقبه اثنان من عملاء الخدمة السرية. أشاد الناقد السينمائي روجر إيبرت بأدائه «القوي» في الفيلم.

## الأفلام
| السنة | الفيلم                         | الدور                              |
| ----- | ------------------------------ | ---------------------------------- |
| 1984  | شوارع النار                    | ريفن شادوك                         |
| 1985  | أن تعيش وتموت في لوس أنجلوس    | اريك ماسترز                        |
| 1986  | فصيلة                          | الرقيب إلياس جرودين                |
| 1988  | الإغراء الأخير للسيد المسيح    | يسوع                               |
| 1988  | مسيسيبي تحترق                  | المحقق آلان وارد                   |
| 1989  | ولد في الرابع من يوليو         | تشارلي                             |
| 1990  | وايلد ات هارت                  | بوبي بيرو                          |
| 1993  | بعيد، كم قريب !                | ايميت فلستي                        |
| 1994  | الخطر الواضح الحاضر            | جون كلارك                          |
| 1996  | المريض الإنجليزي               | ديفيد كارافاجيو                    |
| 1997  | سرعة 2: تحكم أوتوماتيكي للسرعة | جون جايجر                          |
| 1997  | فتنة                           | رولف وايتهاوس                      |
| 2000  | مختل أمريكي                    | دونالد كيمبال                      |
| 2000  | شبح مصاص الدماء                | ماكس شريك / الكونت أورلوك          |
| 2002  | الرجل العنكبوت                 | نورمان أوزبورن / غرين غوبلن        |
| 2003  | البحث عن نيمو                  | غيل (تمثيل صوتي)                   |
| 2003  | حدث ذات مرة في مكسيكو          | أرماندو باريلو                     |
| 2004  | الرجل العنكبوت 2               | نورمان أوزبورن / غرين غوبلن        |
| 2004  | جيميني غليك في لالاوود         | نفسه                               |
| 2004  | الطيار                         | رولان سويت                         |
| 2005  | حالة الاتحاد                   | الجنرال جورج ديكيرت                |
| 2006  | إنسايد مان                     | الكابتن جون داريوس                 |
| 2006  | باريس، أحبك                    | راعي البقر                         |
| 2007  | مستر بينز هوليداي              | كارسون كلاي                        |
| 2007  | الرجل العنكبوت 3               | نورمان أوزبورن / غرين غوبلن        |
| 2007  | حكايات من أراضي البحار         | كوز (تمثيل صوتي)                   |
| 2008  | الخنافس في الحديقة             | تشارلز تايلور                      |
| 2009  | ضد المسيح                      | هيو                                |
| 2009  | فلوق الصباح                    | ليونيل "إلفيس" كورماك              |
| 2009  | السيد فوكس الرائع              | الفأر (تمثيل صوتي)                 |
| 2010  | ميرال                          | إيدي                               |
| 2012  | جون كارتر                      | تارس تاركاس                        |
| 2013  | خارج الفرن                     | جون بيتي                           |
| 2013  | شبق                            | ايل                                |
| 2014  | أخطر الرجال المطلوبين          | تومي برو                           |
| 2014  | فندق بودابست الكبير            | غوبلينغ                            |
| 2014  | بلد سيئة                       | باد كارتر                          |
| 2014  | ما تخبئه لنا النجوم            | بيتر فان هوتن                      |
| 2014  | جون ويك                        | ماركوس                             |
| 2016  | كلب يأكل كلب                   | ماد دوغ                            |
| 2016  | البحث عن دوري                  | غيل (تمثيل صوتي)                   |
| 2016  | السور العظيم                   | بالارد                             |
| 2017  | مشروع فلوريدا                  | بوبي                               |
| 2017  | ماذا حدث للاثنين               | تيرينس سيتمان                      |
| 2017  | مفكرة الموت                    | ريوك (تمثيل صوتي)                  |
| 2017  | جريمة في قطار الشرق السريع     | جيرهارد هاردمان                    |
| 2018  | عند بوابة الخلود               | فينسنت فان خوخ                     |
| 2018  | أكوا مان                       | فولكو                              |
| 2019  | المنارة                        | توماس ويك                          |
| 2019  | توماس                          | توماسو                             |
| 2019  | بروكلين بلا أم                 | بول راندولف                        |
| 2019  | توغو                           | ليونارد سيبالا                     |
| 2020  | آخر شيء يريده                  | ديك ماكماهون                       |
| 2021  | زاك سنايدر جاستس ليج           | فولكو                              |
| 2021  | الوفد الفرنسي                  | ألبرت العداد                       |
| 2021  | عداد أوراق اللعب               | الرائد جون جوردو                   |
| 2021  | زقاق الكوابيس                  | كليم هوتلي                         |
| 2021  | سبايدرمان: لا عودة إلى الديار  | نورمان أوزبورن / غرين غوبلن        |
| 2022  | رجل الشمال                     | هيمير                              |
| 2022  | ميت مقابل دولار                | جو كريبينز                         |
| 2023  | مدينة الكويكب                  | سالتزبورغ كيتل                     |
| 2023  | كائنات مسكينة                  | الدكتور جودوين باكستر              |
| 2023  | كيف تعيش؟                      | البجع النبيل (تمثيل صوتي)          |
| 2024  | أنواع اللطف                    | ريموند/جورج/أومي                   |
| 2024  | بيتلجوس بيتلجوس                | وولف جاكسون                        |
| 2024  | نوسفيراتو                      | البروفيسور ألبين إبرهارت فون فرانز |

## روابط خارجية
- ويليم دافو على موقع IMDb (الإنجليزية)
- ويليم دافو على موقع ميتاكريتيك (الإنجليزية)
- ويليم دافو على موقع الموسوعة البريطانية (الإنجليزية)
- ويليم دافو على موقع روتن توميتوز (الإنجليزية)
- ويليم دافو على موقع مونزينجر (الألمانية)
- ويليم دافو على موقع قاعدة بيانات الأفلام العربية
- ويليم دافو على موقع ألو سيني (الفرنسية)
- ويليم دافو على موقع ميوزك برينز (الإنجليزية)
- ويليم دافو على موقع تيرنر كلاسيك موفيز (الإنجليزية)
- ويليم دافو على موقع أول موفي (الإنجليزية)